# Boerboel
Boerboel es una raza canina de moloso de tipo dogo originaria de Sudáfrica, proviene principalmente del cruce entre Bullmastiff, Gran Danés y Bullenbeisser, este último ya extinto. 

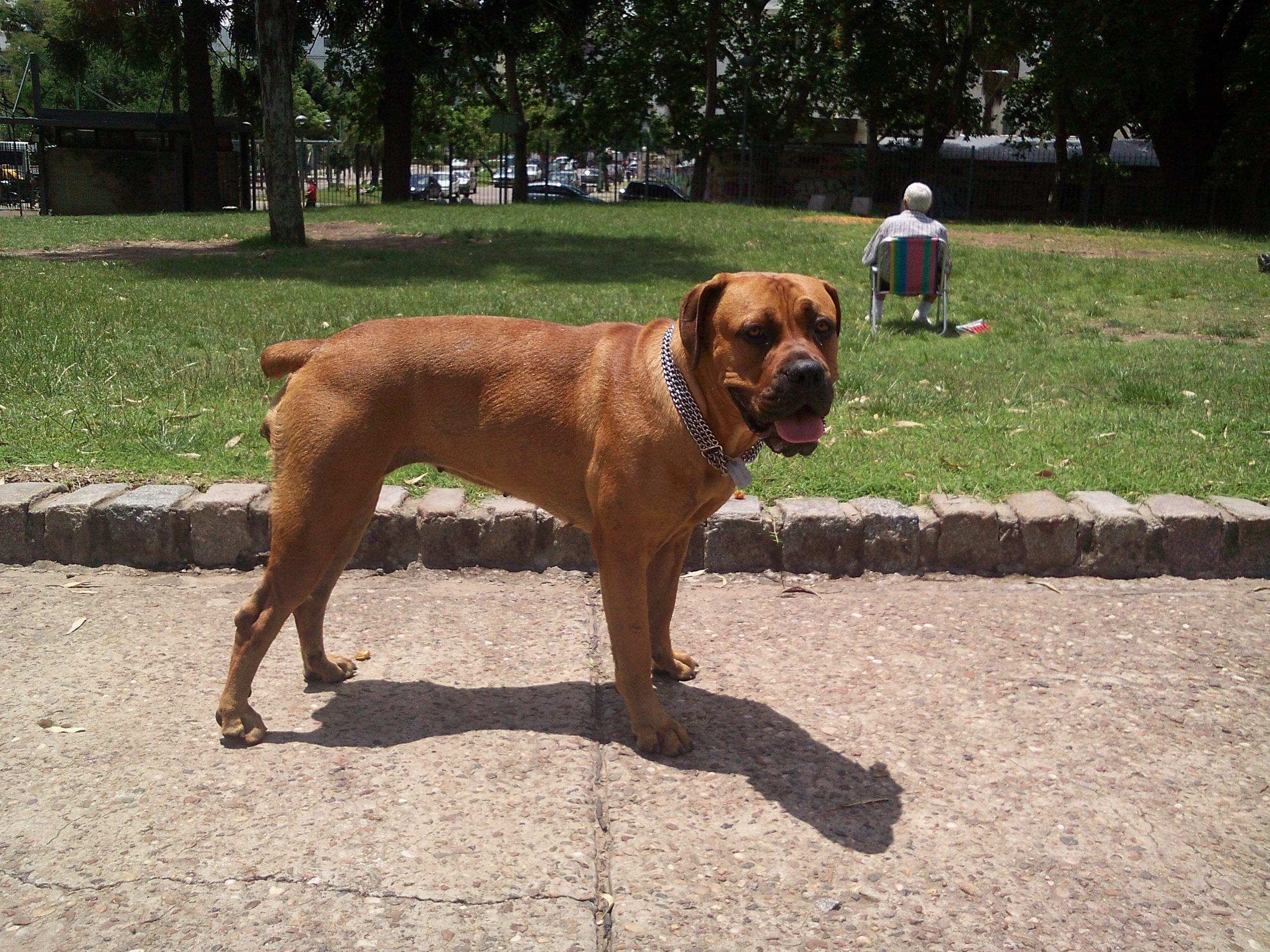
Boerboel.

Se trata de una raza muy apta para la guardia, defensa personal y trabajos pesados. Los primeros ejemplares datan del año 1600.  La raza está totalmente estandarizada en África por asociaciones como HBSA, SABT y EBBASSA.
Pertenece al grupo Generación Bullenbeisser.

## Nombres alternativa
- African Boerboel
- Mastín Sudafricano
- Boerboel Sudafricano
- Burbul

## Peso
- Entre 70 y 90 kg

## Altura
- Machos: 64 a 75 cm (25 a 30 pulgadas).
- Hembras: 59 a 65 cm (23 a 26 pulgadas).

## Historia
Esta raza proviene de Sudáfrica, originalmente colonia holandesa antes de las Guerras de los Bóeres, momento en que pasó a ser colonia del Imperio Británico, donde surgió con el propósito de proteger la granja. La palabra “boer” en holandés significa “granjero” por lo que “boerboel” quiere decir el “perro del granjero”. No se sabe a ciencia cierta de que razas se originó pero se cree que proviene de perros llevados por los alemanes, franceses e ingleses.

## Características generales
Es un perro fuerte, musculoso, grande y muy bien proporcionado. Su cabeza es corta, de forma cuadrada, musculosa y con las mejillas bien rellenas. El hocico es negro con orificios nasales grandes. El cuello lo tiene fuerte y musculoso. Tiene orejas medianas en forma de V. Su pelo es corto y de textura suave. Los ojos pueden ser de distintos tonos de amarillo y castaño. Los ojos azules y grises se consideran más exclusivos. Por lo general la cola la lleva amputada.

## Color
Los colores de capa aceptados son: atrigrado, amarillo, rojo oscuro y marrón. Las fuentes oficiales marcan al color negro como descalificatorio.
Nota importanteː Cuando un perro con las características señaladas nació de manto negro, o es hijo de otro con manto negro, no es  boerboel.

## Los usos del Boerboel
A pesar de su imponente apariencia, el perro boerboel Archivado el 10 de noviembre de 2018 en Wayback Machine. posee un carácter tranquilo y muy protector con las personas que conoce. Su orgullo y valentía lo convierten en un excelente perro de guardia y defensa, es leal a la familia y es muy paciente con los niños, por lo que puede llegar a ser un muy buen perro de compañía.
Buscando constantemente la aprobación del dueño, es un perro resistente y muy activo que puede dosificar sus fuerzas según sea necesario. Desgraciadamente, se utiliza a menudo en peleas y como perro en cadena, usos que, obviamente, acentúan su agresividad, hasta el punto de que ha sido declarado ilegal en Dinamarca.

## Pelaje
Tiene un manto de pelo corto, grueso y de textura suave.

## Temperamento
Es una raza confiable y obediente, con un instinto de perro guardián muy desarrollado. Es un perro afectuoso y juguetón con su dueño, tiende a ser protector con la familia, pero puede mostrarse muy agresivo con los desconocidos. Es muy seguro de sí mismo y carece de miedo.

## Cuidados
Su pelo debe ser cepillado ocasionalmente y debe bañarse cuando sea necesario (una vez al mes). El Boerboel necesita hacer ejercicio, se recomienda sacarlo a una caminata larga diariamente. Es un perro que no debe salir solo pues no es muy amigable con los desconocidos. No es para vivir en apartamento, debe tener un espacio amplio para correr y jugar. No se debe dejar solo por largos periodos de tiempo pues puede volverse destructor. Es una raza propensa a displasia de cadera, problemas oculares, de tiroides y de corazón. 

## Entrenamiento
Es una raza inteligente. Su entrenamiento debe ser consistente, firme y a la vez de refuerzos positivos. 

## Actividad
Necesita mucho ejercicio y un espacio muy amplio para correr y jugar. Le encantan las caminatas al aire libre.

## Longevidad
11 años a 12 años hasta 13 años 